# Marie Jules César Savigny
Marie Jules César Lelorgne de Savigny (født 5. april 1778 i Provins, død 5. oktober 1851 i Paris) var en fransk naturforsker.
1798 fulgte han med den Napoleonske ekspedition til Ægypten, hvorfra han hjembragte betydelige samlinger af naturvidenskabelige genstande. Disse danner, i forening med andet i Middelhavet og det Røde Hav tilvejebragt materiale, grundlaget for en række monografier og for hans berømte arbejde Mémoirés sur les animaux sans vertèbres (2 bind, Paris 1816). For den entomologiske systematik har de heri meddelte undersøgelser over insekternes munddele haft stor betydning, og til ormenes og andre lavere dyrs anatomi og systematik har han ligeledes leveret værdifulde bidrag. Til Description de l’Égypte udarbejdede han afsnittet om fuglene og de lavere dyr. Autornavnet Savigny kan bruges for Marie Jules César Savigny sammen med et videnskabeligt artsnavn inden for botanikken. (Wikipedia-artikler der bruger autornavnet)